# NX不動産
NX不動産株式会社（エヌエックスふどうさん、英: NX Real Estate Co., Ltd.）は、東京都千代田区に本社を置く、NXグループの不動産会社である。
不動産販売を主な業務とするが、電気・ガス・空調などの設備管理や、マンション・オフィスビル・ターミナル・倉庫などの建造物の設計・建設工事、仲介・メンテナンスなどのコンサルティング事業といった諸事業も行う。
日本通運の単独株式移転による持株会社制への移行並びにグループブランド「NX」の導入に伴い、2022年1月4日付で日通不動産株式会社（にっつうふどうさん、英: NITTSU REAL ESTATE Co.,Ltd.）から社名変更された。
グループ内における事業再編に伴い、2023年4月1日付で一部の管理事業を除く不動産事業をグループ会社のNX商事へ統合された。

## 主な支店
- 札幌支店 ‐ 〒060-0003 北海道札幌市中央区北3条西16丁目1番地9
- 仙台支店 ‐ 〒984-0851 宮城県仙台市若林区新寺一丁目4番5号
- 新潟支店 ‐ 〒951-8068 新潟県新潟市中央区上大川前通5番町68番地1
- 東京支店 ‐ 〒103-0013 東京都中央区日本橋人形町二丁目26番5号
- 名古屋支店 ‐ 〒450-0003 愛知県名古屋市中村区名駅南四丁目11番39号
- 大阪支店 ‐ 〒530-8670 大阪府大阪市北区梅田三丁目2番103号
- 広島支店 ‐ 〒732-0804 広島県広島市南区西蟹屋二丁目2番7号
- 高松支店 ‐ 〒760-0020 香川県高松市錦町1-2-2
- 福岡支店 ‐ 〒812-0034 福岡県福岡市博多区下呉服町一丁目1番地

## 関連会社
- NXエステートサービス株式会社
- NX関西警備株式会社
- NX福岡警備株式会社